# برغواطة

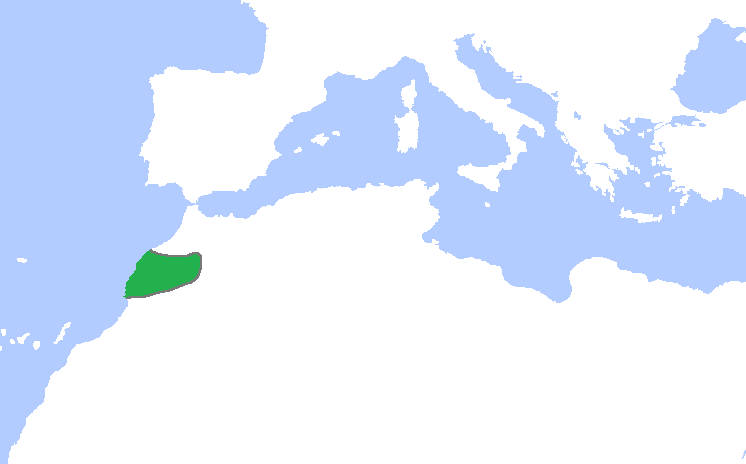
امتداد إمارة بورغواطة

بورغواطة هي إمارة نشأت في القرون الوسطى على الساحل الأطلسي للمغرب، وضمت الإمارة إتحادا من مجموعة من قبائل مصمودة. بعد فشل التحالف مع مُتمردي الخوارج الصفريين في المغرب ضد العباسيين، أقاموا مملكة لهم (744 - 1058) في منطقة تامسنا على الساحل الأطلسي بين آسفي وسلا بقيادة طريف المطغري.

## أصل الكلمة
يعتقد بعض المؤرخين أن كلمة بورغواطة هو تشويه صوتي لمصطلح بَرباتي(من أصل بربر)، وهو اسم الشهرة لصالح بن طريف. ومن المعتقد أنه ولد في منطقة برباط (barbate) قرب قادس في إسبانيا. لكن جيروم كاركوبينو ‏ وغيره من المؤرخين اعتقدوا أن الاسم أقدم من تلك القبيلة هي نفسها التي سماها الرومان «الباكاواتي»، الذين كانوا يعيشون قرب فولوبيليس حتى القرن السابع.

## الدين
بعد اعتناق قبائل مصمودة الإسلام في بداية القرن الثامن وانتفاضة ميسرة (739 - 742)، أقام أمازيغ بورغواطة دولتهم على الساحل الأطلسي بين آسفي وسلا.
اتبعت إمارة بورغواطة المعتقدات الدينية المستوحاة من الإسلام (ربما بتأثير من اليهودية)  مع عناصر دينية سنية وشيعية ومن الخوارج، اختلطت مع الإسلام تقاليد وثنية ذات علاقة بالتنجيم. يُفترض أنه كان لهم «قرآن أمازيغي» يضم 80 سورة وذلك تحت قيادة الحاكم الثاني من سلالة صالح بن طريف الذين شاركوا في انتفاضة ميسرة[بحاجة لمصدر]. وأعلن نفسه نبيًا. وادعى أيضا أنه المهدي المنتظر، وأنه سيُرافق عيسى (عليه السلام) في النبوة.

## التاريخ
لا توجد تفاصيل وافية مُدونة عن بورغواطة، لكن معظم المصادر التاريخية المُتواجدة هي عن حكامها، وغالبا ما تأتي متناقضة وغامضة في السياق التاريخي. بيد أن أحد المصادر يبدو أكثر إثارة للاهتمام. يأتي المصدر من قرطبة في إسبانيا حوالي منتصف القرن العاشر، والكاتب هو من أهم المُدونين لبورغواطة والسفير البورغواطي لدى قرطبة أبو صالح زمور. هذا المصدر يعتبر الأكثر تفصيلا بشأن بورغواطة. وتم سرده من طرف أبو عبيد البكري، ابن حزم وابن خلدون، ورغم تفسيراتها تضم بعض وجهات النظر المتضاربة. اتبع تحالفُ البورغواطيين مع طائفة الخوارج. بعد هزيمة الخوارج في القيروان، بأفريقية (تونس) سنة 741، تراجع البورغواطيون في المغرب الأقصى إلى منطقة تامسنا حيث أسسوا فيها مملكتهم.
حكم البورغواطيون في منطقة تامسنا لأكثر من ثلاثة قرون (744 - 1058). تحت حكم صالح بن طريف، إلياس بن صالح (792 - 842)؛ يونس (842 - 888) وأبو غفيل (888 - 913)، ضلت الإمارة القبلية موحدة، وأرسلت باستمرار ببعثات إلى القبائل المجاورة. لم تدم العلاقات الطيبة مع خلافة قرطبة طويلا حيث قُطعت مع حكام الأمويين القرن العاشر. وتذكر المصادر التاريخية أن أبى صالح زمور أبدى طاعته للحكم في الأندلس عام 963م.
صدت بورغواطة هجومين للأمويين، فضلا عن الهجمات التي شنها الفاطميون. نشبت حرب عصابات مكثفة مع بني يفرن في القرن الحادي عشر، مما أضعف بورغواطة كثيرا، إلا أنها ما زالت قادرة على صد هجمات المرابطين (سقط الزعيم الروحي للمرابطين، عبد الله بن ياسين في معركة ضد البورغواطيين سنة 1058). وفي سنة 1149 تمكن الموحدون من القضاء على قوة بورغواطة السياسية والدينية.

## حكام بورغواطة
- طريف المطغري
- صالح بن طريف المطغري، الذي أعلن نفسه نبيا [5] سنة 744 واختفى في سن ال47، واعدا بالعودة المُنتظرة.
- إلياس بن صالح (792 - 842) [8]، الذي قيل أنه جاهر علنا بالإسلام لكنه اعتنق دين صالح سرا، وتوفي في السنة الخمسين من حكمه.
- يونس بن إلياس (842 - 888) هو الصانع الرسمي لديانة صالح حيث قتل جميع الذين لم يعتنقوا ديانته (قتل 7770 شخصا وفقا لمصادر ابن خلدون، في مكان يسمى تاملوكيفت). والملفت للنظر، ما يُقال من أدائه فريضة الحج. توفي في السنة الرابعة من حكمه.
- أبو غافر محمد (888 - 917)، ووقد سُمي أيضا بالنبي (طبقا لسرد ابن خلدون لأحد القصائد) وكان له 44 زوجة والعديد من الأبناء. توفي في السنة التاسعة والعشرين من حكمه.
- أبو الأنصار عبد الله (917 - 961)، دُفن في أمسلخت. توفي في السنة الرابعة من حكمه.
- أبو منصور عيسى (961 -؟؟؟) ذي الـ 22 عاما عندما أصبح ملكا.

## طالع كذلك
- إمارة نكور
- المغراويون
- بنو يفرن
- تامسنا